# The Oracle
The Oracle è il settimo album di inediti del gruppo musicale statunitense di genere alternative metal dei Godsmack, pubblicato il 4 maggio del 2010 dall'etichetta discografica Universal.

## Tracce
1. Cryin' Like a Bitch – 3:23
2. Saints and Sinners – 4:10
3. War and Peace – 3:59
4. Love Hate Sex Pain – 5:15
5. What If – 6:35
6. Devil's Swing – 3:30
7. Good Day to Die – 3:55
8. Forever Shamed – 3:23
9. Shadow of a Soul – 4:44
10. The Oracle – 6:22

## Edizione limitata
1. Whiskey Hangover – 3:47
2. I Blame You – 3:08
3. The Departed (bonus track di iTunes) – 5:52

## Formazione
- Sully Erna - voce, chitarra
- Robbie Merrill - basso, voce
- Tony Rombola - chitarra, voce
- Shannon Larkin - batteria